# Golden Arm
Golden Arm ist eine Filmkomödie von Maureen Bharoocha, die im September 2020 beim Atlanta Film Festival erstmals gezeigt wurde und am 30. April 2021 in die US-Kinos kommen soll.

## Handlung
Melanie arbeitet in einer kleinen Stadt als Bäckerin. Bei ihrer Scheidung hat ihr Ex-Mann die Hälfte der Bäckerei verlangt, die sie von ihrer Großmutter übernommen hat. Nun hat sie eine Menge Schulden und sieht keine andere Möglichkeit diese zu begleichen, als dem Rat ihrer besten Freundin Danny, einer Truckerin, zu folgen. Melanie soll an der Ladies Arm Wrestling Championship teilnehmen und das Preisgeld kassieren. Hierzu muss sie allerdings den amtierenden Champion, Dannys Erzfeindin Brenda „The Bonecrusher“ Smith besiegen, und so beginnt Danny, sie hierfür zu trainieren.

## Produktion
Regie führte Maureen Bharoocha. Das weibliche Autorenteam bestehend aus Ann Marie Allison und Jenna Milly gibt sein Drehbuchdebüt. Die Filmmusik komponierte Hannah Parrott.
Mary Holland spielt in der Hauptrolle Melanie, Betsy Sodaro ihre Freundin Danny und Olivia Stambouliah deren Erzrivalin Brenda. Der Comedian Ahmed Bharoocha, der Bruder der Regisseurin, spielt Jerry.
Die Premiere des Films war im März 2020 beim South by Southwest Film Festival geplant, das jedoch aufgrund der Coronavirus-Pandemie abgesagt wurde. Der Film feierte schließlich am 23. September 2020 beim Atlanta Film Festival seine Premiere. Ende Oktober 2020 wird er beim Austin Film Festival gezeigt. Der Filmverleiher Utopia sicherte sich die weltweiten Rechte am Film und wollte ihn am 30. April 2021 in die Kinos bringen. Die Fernseh- und Streaming-Rechte liegen bei HBO.

## Rezeption

### Kritiken
Der Film konnte bislang alle der 18 bei Rotten Tomatoes aufgeführten Kritiker überzeugen.
Kate Erbland von IndieWire schreibt, zwar sei Underground-Arm-Wrestling dank des wunderbaren und albernen Sylvester-Stallone-Films Over the Top bereits zuvor filmisch behandelt worden, doch Maureen Bharoochas Golden Arm interpretiere das Konzept in einem lustigen, frischen und entschieden feministischen Raum neu. Der Film sei eine raffinierte Variante eines Sportdramas und etabliere Bharoocha als begabte Filmemacherin und Mary Holland als großen Comedy-Star.

### Auszeichnungen
Cleveland International Film Festival 2021
- Nominierung im American Independents Competition[12]

South by Southwest Film Festival 2020
- Nominierung für den Adam Yauch Hörnblowér Award (Maureen Bharoocha)